# 亞歷山大大帝於巴爾幹的征戰
亞歷山大大帝的巴爾幹軍事行動發生在前335年，在這次行動中他將對付數個反抗馬其頓霸權的勢力，其中還有許多他父親腓力二世降伏的部族，他們趁著亞歷山大剛繼位，國勢不穩時再度反叛。亞歷山大成功一次次平定各處，這使他日後遠征阿契美尼德帝國時沒有後顧之憂。

## 背景
前336年，馬其頓國王腓力二世和王后奧林匹亞絲的女兒克麗奧佩脫拉將嫁給奧林匹亞絲的兄弟、摩羅西亞國王亞歷山大一世。腓力二世出席婚礼，不料被自己的近身護衛官保薩尼亞斯刺殺身亡，王位傳給年僅20歲的亚历山大。
亞歷山大很快就受到馬其頓貴族和軍隊的效忠，穩定了國內不安的局勢。但腓力之死的訊息激起希臘許多城邦和地區如雅典、底比斯、色薩利地區等準備反抗馬其頓的霸權，甚至馬其頓北方的色雷斯部落也蠢蠢欲動，意圖叛亂。得知這些地區有意叛亂的消息，年輕的亞歷山大動作非常迅速，儘管有人向他建議以外交解決這些問題，但他仍決定親自糾集3,000名馬其頓騎兵南下朝色薩利前進，當他到達色薩利邊界，奧林匹斯山和奧薩山之間的關隘時，他發現有支色薩利軍隊占據了關隘，亞歷山大於是讓騎兵暗地從奧薩山繞到色薩利軍隊的後方，當色薩利軍隊發覺亞歷山大已出現於後面，他們就投降亞歷山大。亞歷山大很快就穩定色薩利地區，色薩利人繼續讓馬其頓國王成為色薩利統帥，當亞歷山大隨後繼續南下希臘之時，色薩利人也提供騎兵跟隨。
亞歷山大繼續南下至溫泉關，在那裡他被承認近鄰同盟統帥，之後亞歷山大進軍至科林斯。亞歷山大進軍如此神速，以至於希臘城邦尚未準備好戰備，雅典和其他城邦他們不得不派使者向亞歷山大求和，亞歷山大寬恕那些起事的城邦。在科林斯，希臘各城邦除了斯巴達外，都推舉亞歷山大為希臘遠征軍的統帥，承諾將會準備遠征波斯的事宜，亞歷山大就這樣快速撲滅暴動的火苗，暫時穩住了馬其頓的希臘霸權。

## 遠征色雷斯
在東征前，亞歷山大還要確保馬其頓的北方邊境，因為那邊色雷斯的部族也有搞叛亂的跡象。前335年春，他進入色雷斯，去處理特裡巴利人所主導的侵擾。進入色雷斯有東西兩條路徑，因為西邊道路是會經過阿格瑞安人的領地，且他們的國王蘭加羅斯已經臣屬馬其頓，因此亞歷山大決定選擇東面的道路，路途中可以順便使那邊的色雷斯人臣服。亞歷山大從安菲波利斯（Amphipolis）往北進入色雷斯，來到哈伊莫司山。在那裡他發現有支色雷斯軍隊佔據了當地的高地，並把車輛擺在陣前作為屏障，色雷斯軍還決定假如馬其頓軍隊攻上來，就把這些車輛推下山坡，來衝亂馬其頓軍陣列並下山突擊。亞歷山大看到敵人的陣勢，猜透了敵軍的意圖，他下令馬其頓士兵車輛衝來時就往兩側避開，如果來得太快避不了，他們就應該伏在地上，並把盾牌緊連一起躲在下面，使車子直接從上面飛越過去。就這樣色雷斯人的計策幾乎沒有傷到馬其頓人，他們看到馬其頓軍直直往他們殺上來，嚇得尚未交戰就潰散，馬其頓軍就攻下這座高地。
亞歷山大接著進軍至特裡巴利人的地區，特裡巴利國王西瑪斯（Syrmus）已經率主力退去，還把婦孺送往多瑙河上的小島避難，過了不久他們分派一支部隊返回亞歷山大的後方。亞歷山大得知這支部隊的動向後，隨即尾隨追擊。特裡巴利部隊當時佔據一個山谷，亞歷山大於是派遣弓箭手和投石兵去谷口引誘特裡巴利人出擊，待他們追擊至開闊地形時，一旁埋伏的馬其頓軍蜂擁而出，將其一網打盡，特裡巴利軍戰死3,000名。解決掉這一分隊後，亞歷山大來到多瑙河，對岸的蓋塔人（Getae）已經聚集一支約10,000名步兵和4,000名騎兵的大軍等候亞歷山大，他們主要目的是要阻止馬其頓軍渡河，並支援特裡巴利人。亞歷山大本想用船隻運輸部隊登上河中的小島，把特裡巴利主力佔據的這座小島攻陷，但發現敵人的防禦相當穩固，於是他決定先攻擊對岸的蓋塔軍隊。這次亞歷山大改採用浮筏的方式，在短短的一個夜裡讓4,000名步兵和1,500名騎兵渡過這條歐洲大河。蓋塔人根本沒想到亞歷山大可以如此迅速渡河，且馬其頓的方陣和騎兵攻勢兇猛無比，他們在驚慌失措下潰敗，倉皇逃往最近的城鎮。然而，亞歷山大繼續追擊來到這個城鎮，蓋塔人知道該鎮根本沒有多少城防可用，只好往北方遁去。
這場戰役結果對附近的色雷斯部落而言太震撼了，他們紛紛向亞歷山大表示順服，其中有包含特裡巴利國王西瑪斯，甚至遠至亞得裡亞海的塞爾特人部族也向亞歷山大派遣使團問好。學者威爾肯認為亞歷山大這次遠征如此成功，以至於塞爾特人50年後才敢入侵馬其頓。

## 轉攻伊利里亞
遠征結束後，亞歷山大取到西方的道路返回馬其頓，在半路上傳來達耳達尼亞國王克利圖斯已經公開反抗馬其頓的權威，且革蘭提亞國王格勞基亞斯也舉兵響應，還有其他部族奧塔瑞亞特人（Autariatae）也加入他們的行列。馬其頓的屬國阿格瑞安的國王蘭加羅斯恰好就在亞歷山大軍中，蘭加羅斯主動請命讓他率阿格瑞安的部隊與奧塔瑞亞特人周旋。亞歷山大同應這項提議，自己便率領馬其頓軍轉往伊利里亞，去對付克利圖斯和格勞基亞斯。
此時，克利圖斯已入侵馬其頓邊境，占領了邊防要塞培利亞（Pelium），他在那裏等待盟軍革蘭提亞人的部隊到來。當亞歷山大疾行來到培利亞，格勞基亞斯的軍隊尚未到來，馬其頓軍就開始展開圍城。但是到了第二天，格勞基亞斯的軍隊也來到培利亞，並在外圍固守高地在那虎視眈眈，馬其頓軍陷入可能遭受到夾擊的危機。不僅如此，馬其頓軍的補給也匱乏了，有一次當亞歷山大派遣將軍菲羅塔斯率領小隊去收集補給時，就遭到敵人攻擊，要不是亞歷山大急忙帶兵前來救援，這支小隊很可能就會遭到消滅。
亞歷山大現在兵力不足同時對付敵軍，所以亞歷山大決定引誘革蘭提亞的部隊下山來到利於攻擊的地形，他讓他的馬其頓方陣步兵和騎兵在一個靠近山坡的平原展開，命令他們肅靜，接著開始進行花式操演，只見騎兵的矛頭隨著口令向前、向右、向後、向左擺，又見方陣步法整齊，軍容嚴整，還表演各種不同隊形靈活變換，山上的革蘭提亞的士兵紛紛下山看個究竟，看得目瞪口呆。突然，亞歷山大親自率領部隊向看得驚訝不已的敵軍發起進攻，他的方陣步兵立即高喊殺聲並快步向敵軍突擊，甚至還用長矛敲擊盾牌來發生聲響，嚇呼敵人。革蘭提亞軍在突擊下陷入混亂，紛紛逃入培利亞城中。儘管這次成功擊敗敵人，然而仍有一支駐守小山的部隊還在堅守，迫使馬其頓的騎兵下馬作戰才逐走他們，這時革蘭提亞知道亞歷山大在準備離開戰場，他們再度返回並攻擊殿後的馬其頓部隊，亞歷山大在撤軍時不得不用投石器來掩護他的軍隊離開戰場，戰史學家富勒認為這是第一次把投石機當作野戰砲兵的記載。
三天後，克利圖斯和格勞西亞斯城外的部隊夜間沒有警戒，亞歷山大趁機夜襲那些敵軍，這次奇襲非常成功，以至於克利圖斯和格勞基亞斯損傷過大，被迫放棄這座要塞往北遁去，亞歷山大確保了它的北方邊界。

## 屠城底比斯
亞歷山大征戰色雷斯和伊利里亞的這段時間實在太久了，加上沒有傳回來他的消息，使得希臘人中有謠傳亞歷山大已經戰死的言語。底比斯人相信亞歷山大已死的傳言，決定要趁機起事。底比斯人首先把駐在底比斯衛城的馬其頓軍隊包圍起來，並殺害馬其頓官員。埃托利亞人、厄利斯、亞該亞人聽到這消息也跟著加入底比斯的行列，就連雅典也準備反抗馬其頓。此時亞歷山大剛奪回培利亞，當他聽聞底比斯人已經叛變，他擔心整個希臘將會跟著起事，儘管部隊還未修整，亞歷山大急忙用強行軍通過馬其頓西部的無路山區，13天後已經到達波奧蒂亞並與當地的盟軍會合。亞歷山大進軍實在太神速，當亞歷山大通過溫泉關時底比斯人甚至還不知情，甚至之後這些底比斯人還說那支馬其頓軍是由安提帕特率領，一直到亞歷山大已經站在底比斯城門前，底比斯人才醒悟過來。
底比斯人已經弓在弦上，他們拒絕亞歷山大的招降一心反抗下去，然而亞歷山大仍尚未下定決心要攻擊底比斯城。這時馬其頓的一支部隊沒有聽從號令就和城外的底比斯部隊發生戰鬥，迫使亞歷山大展開全面攻擊，城外底比斯部隊不敵，慌亂的往城內退去，然而底比斯人沒有即時把城門關上，大批大批的馬其頓軍湧入城中。底比斯就這樣陷落，馬其頓和盟軍到處屠殺底比斯人，最後亞歷山大和其盟友把底比斯城夷平，領土由馬其頓盟國瓜分，倖存的底比斯人被貶為奴隸。底比斯的慘況嚇得雅典和其他反叛的希臘城邦瞬間投降亞歷山大大帝，亞歷山大因為日後的遠征波斯計畫，並沒有重罰希臘人。

## 戰後
透過一連串對邊境的戰爭以及屠城底比斯，馬其頓在歐洲的邊境已經安穩，且希臘人短時間內不敢再反抗，確保了馬其頓遠征波斯時沒有後顧之憂。也因此亞歷山大接下來可以全力進行遠征，開始了亞歷山大大帝東征。

## 腳註
1. ↑  McCarty, Alexander the Great, p. 30-31.
* 普魯塔克, The Age of Alexander, p. 262-263
* Renault, The Nature of Alexander the Great, p. 61-62
* Fox, The Search For Alexander, p. 72
2. ↑  McCarty, Alexander the Great, p. 31.
* 普魯塔克, The Age of Alexander, p. 263
* Renault, The Nature of Alexander the Great, p. 72
* Fox, The Search For Alexander, p. 104
* Bose, Alexander the Great's Art of Strategy, p. 95
3. ↑  Bose, Alexander the Great's Art of Strategy, p. 96.
* Renault, The Nature of Alexander the Great, p. 72
4. ↑  阿里安, The Campaigns of Alexander, p. 44.
* Renault, The Nature of Alexander the Great, p. 73
5. ↑  阿里安, The Campaigns of Alexander, p. 45-48.
* Renault, The Nature of Alexander the Great, p. 73-74
6. ↑  The Macedonian Empire: The Era of Warfare Under Philip II and Alexander the Great, 359-323 B.C. by James R. Ashley,2004,ISBN 0786419180,171頁
7. ↑  阿里安 The campaigns of Alexander, Aubrey De Sélincourt,ISBN 0140442537,1971,50頁,"他往培利亞前進，培利亞這座城是這一帶最堅固的要地，它已經被克利圖斯占領""培利亞是馬其頓邊境的要塞"
8. ↑  阿里安, The Campaigns of Alexander, p. 50-51.
* Renault, The Nature of Alexander the Great, p. 77
9. ↑  阿里安, The Campaigns of Alexander, p. 52-54.
* Renault, The Nature of Alexander the Great, p. 77
10. ↑  亞歷山大大帝 （页面存档备份，存于）.  大英百科

## 來源
- 瑪莉·瑞瑙特（Mary Renault）, (2001). The Nature of Alexander the Great. ISBN 0-141-39076-X.
- 羅賓·萊恩·福克斯（Lane Fox, Robin）. The Search for Alexander. Little Brown & Co. Boston. 1980. ISBN 0316291080.
- 阿里安. . trans. Aubrey de Sélincourt. 企鵝出版集團. 1976 [140s AD]. ISBN 0140442537.
- 普魯塔克, translated by Ian Scott-Kilvert, (1988). The Age of Alexander. Penguin Classics. ISBN 0140442863
- Bose, Partha. (2003). Alexander the Great's Art of Strategy. Allen & Unwin. ISBN 1-74114-113-3.